# ハナザメ
ハナザメ 鼻鮫、Carcharhinus brevipinna はメジロザメ属に属するサメの一種。東太平洋を除く全世界の、熱帯から暖温帯の海洋に分布する。沿岸の浅瀬で見られる。カマストガリザメと似て、細い体と長い吻、鰭に黒い模様を持つが、第一背鰭の形と位置で区別することができる。最大で3mに達する
素早い捕食者で、群れで主に小魚を捕食する。捕食時には小魚の群れに回転しながら突入し、その勢いで水上に跳び出すことがある。胎生で、雌は2年毎に3-20匹の仔を産む。成長は比較的早い。餌で興奮した場合は人を攻撃することがある。肉は良質であるため漁獲され、ジャンプすることから釣り人にも人気がある。

## 分類
ヨハネス・ペーター・ミュラーとヤーコプ・ヘンレによる1839年の著作 Systematische Beschreibung der Plagiostomen において、Carcharias (Aprion) brevipinna の名で記載された。タイプ標本はジャワ島で採集された79 cmの剥製である。その後本種はAprion 属、Squalus 属、Aprionodon 属に移され、最終的にはCarcharhinus 属とされた。歯の形と体色が年齢と地域によってかなり変化することが、大きな分類学的混乱を招いてきた。他の英名としてblacktipped shark・great blacktip shark・inkytail shark・large blacktip shark・long-nose grey shark・longnose grey whaler・smoothfang sharkがある。
形態・歯の形状・生態に基づいた系統解析では、本種はカマストガリザメ・Carcharhinus amblyrhynchoides と近縁であるとされた。だが、1992年のアロザイムを用いた系統解析では、この類似性は収斂進化の産物であるとされ、本種の姉妹群はクロヘリメジロザメであるという結果が得られた。2007年のrDNA研究では、他のメジロザメ科から早期に分岐したイタチザメを除いては、本種はメジロザメ類で最も遺伝的多様性が高いことが示された。

## 分布
カマストガリザメとの混同のため、本種の分布域には多少不確定な部分がある。西部大西洋ではノースカロライナ州からバハマ・キューバ・メキシコ湾北部とブラジル南部からアルゼンチン。東部大西洋では、北アフリカからナミビア。インド洋では、南アフリカ・マダガスカルから紅海・アデン湾・インドと近隣の島々・ジャワ島・スマトラ島。太平洋では日本・ベトナム・オーストラリア・おそらくフィリピンに分布する。寄生虫学的な証拠からは、紅海の個体がスエズ運河を経由したレセップス移動により地中海に侵入していることが示された。
深度100mまでの表層に生息し、特に海面から深度30mまでの浅い場所を好む。海底に降りることもある。沿岸から大陸棚上の沖合まで見られることがある。幼体は湾内にも入るが、汽水域は避ける。北西大西洋の個体群は回遊を行うことが知られ、春・夏には沿岸に、冬には南の深場に移動する。

## 形態

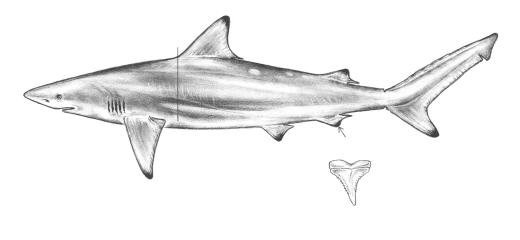
全体と歯のイラスト

平均で2 m・56 kg。最大で3 m・90 kgの記録がある。インド太平洋の個体は一般的に北西大西洋の個体より大きい。体は細く流線型、吻は独特で、長く尖る。眼は小さくて丸く、口角には明瞭な前向きの唇褶がある。片側の歯列は、上顎で15–18・下顎で14–17。上顎に2・下顎に1の小さな正中歯列がある。各歯は細長い尖頭を持ち、上顎歯では細かい鋸歯があるが下顎歯は滑らかである。鰓裂は5対で長い。

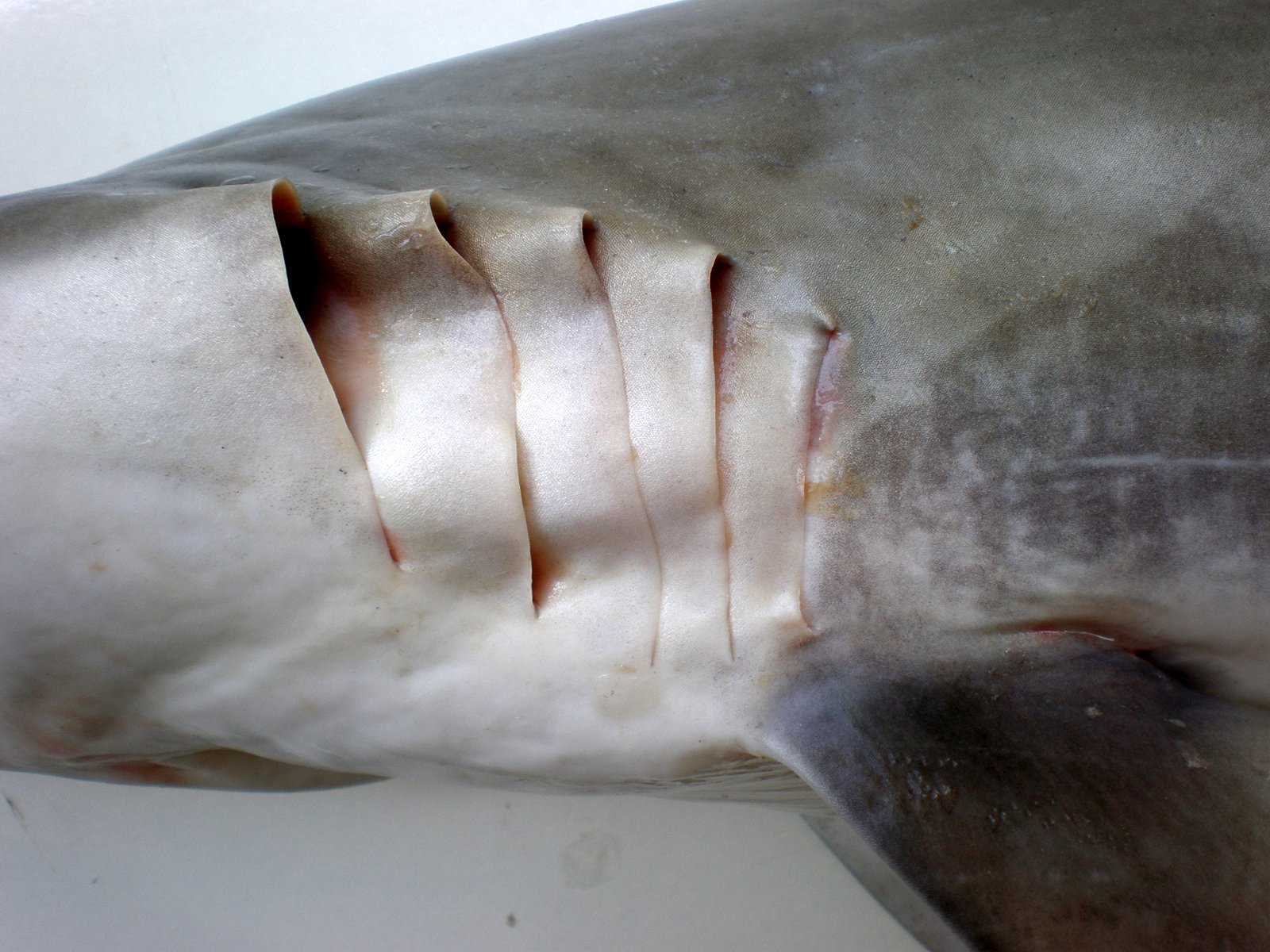
鰓裂

第一背鰭は比較的小さく、胸鰭の後端より後方から起始する。2基の背鰭の間に隆起線はない。胸鰭はある程度短くて細く、鎌型である。体表は、7本（稀に5本）の細い隆起線のある菱形の皮歯に密に覆われる。背面は灰色で、青銅色の光沢があることもある。腹面は白で、体側には薄い白い帯がある。幼体では鰭に模様はないが、大型個体は特に第二背鰭・胸鰭・臀鰭・尾鰭下葉が黒くなる。カマストガリザメと似るが、本種は第一背鰭がより三角形で、体のより後方に位置している。成体では臀鰭の黒い模様でも見分けることができる。

## 生態
活動的で泳ぎは速く、性別・年齢で分かれた大きな群れを作ることがある。幼体は成体より低温域を好む。南アフリカでは、雌は年中沿岸で見られるが、雄は夏のみにしか出現しない。小型個体は他の大型のサメに捕食される。寄生虫として、鰓に寄生するKroyeria deetsi ・Nemesis pilosus ・N. atlantica、皮膚に寄生するAlebion carchariae、口と鰓弓に寄生するNesippus orientalis、鼻孔や鰭の後縁に寄生するPerissopus dentatus などのカイアシ類が知られる。

### 摂餌
餌は主に小型の硬骨魚で、カライワシ・イワシ・ニシン・アンチョビ・ハマギギ・エソ・ボラ・オキスズキ・マグロ・カツオ・ニベ科・アジ科・クロサギ科・ウシノシタ等を含む。アカエイ科・コウイカ・イカ・タコを食べることも知られる。連携して小魚の群れを高速で追っている姿がよく見られる。歯に獲物を切断する機能はないため、捕えた獲物は丸呑みする。小魚の群れを捕食する際には特殊な行動を取り、群れに下方から垂直に突入し、口を開けたまま回転して周囲の魚を打ち据える。この勢いのままに空中に飛び出すことがよくあるため、英名は"Spinner shark"となっている。カマストガリザメも同じような行動をとることがあるが、本種ほど頻繁ではない。マダガスカルでは回遊するサバ・マグロ・アジを追う。カマストガリザメのように、混獲された生物の廃棄を狙ってエビのトロール漁船に群がり、狂乱索餌を起こすこともある。

### 生活史

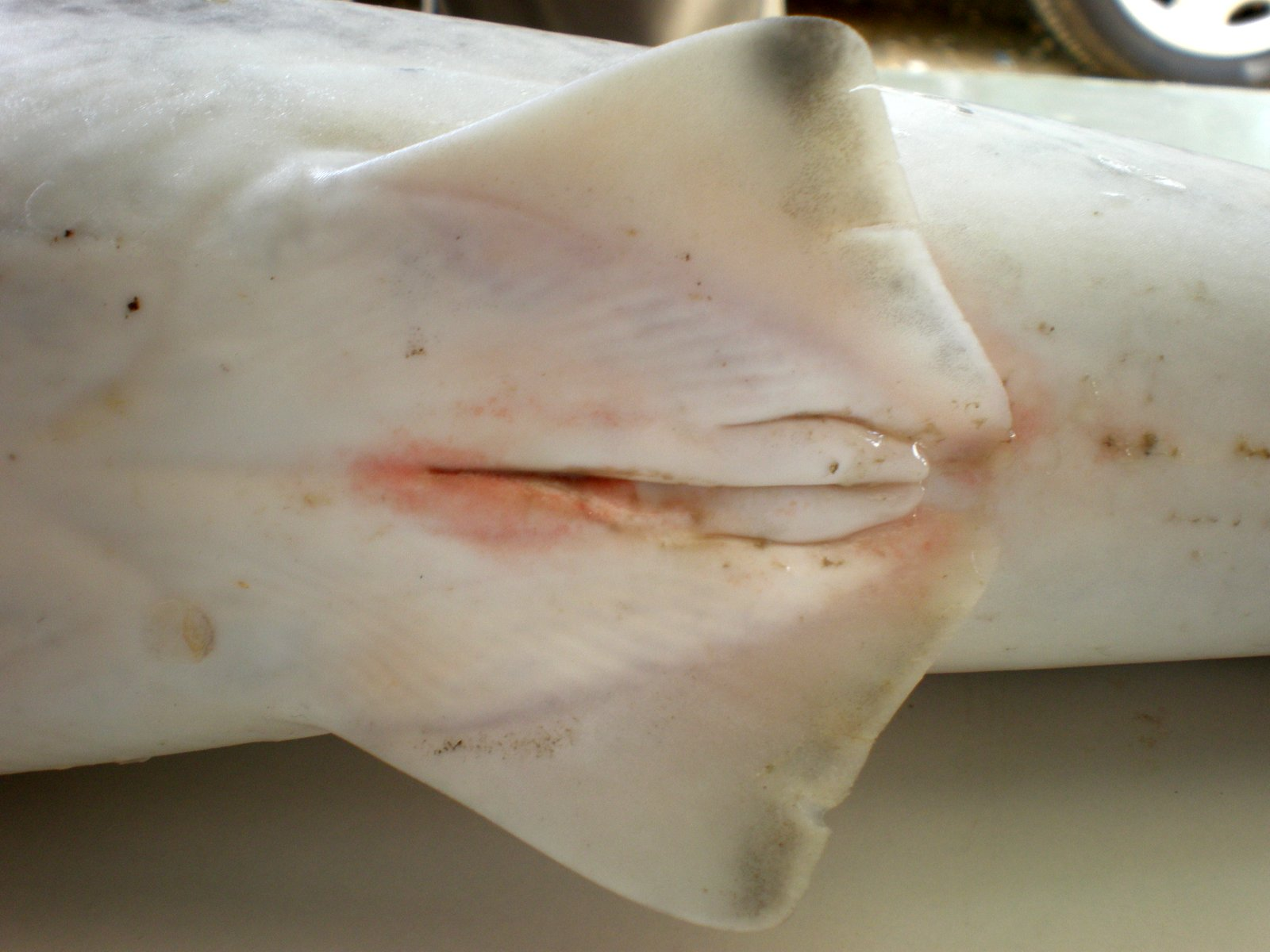
若い雄のクラスパー

他のメジロザメ類同様に胎生で、雌は片側の卵巣と両側の子宮が機能する。子宮内は胚が1個ずつ収められる区画に分かれている。胚は最初は卵黄嚢から栄養されるが、胚が19cm程度になると卵黄が枯渇し、卵黄嚢は胎盤に転換される。胎生のサメとしては、知られている中で卵子の大きさが最も小さい。雌は2年毎に繁殖し、妊娠期間は11-15ヶ月、産仔数は3-20。交尾は初春から夏に行われる。出産は、北アフリカでは8月、南アフリカでは4-5月、北西大西洋では3-4月に行われる。出産場所は5mより深い、沿岸の湾・砂浜・塩分濃度のある河口などで、幼体の成育場となる。
出生時の大きさは、北西大西洋では66–77 cm・チュニジアでは61–69 cm・南アフリカでは60 cm。成長は比較的早く、1年目で30 cm/年、2年目で25 cm/年、若い個体で10 cm/年、成体で5 cm/年程度である。北西大西洋では、雄は1.3m・4-5歳、雌は1.5-1.6m・7-8歳で、南アフリカでは雄は1.8m、雌は2.1mで性成熟する。通常は12-14歳までは繁殖行動を行わない。寿命は15-20年かそれ以上と推定されている。

## 人との関わり

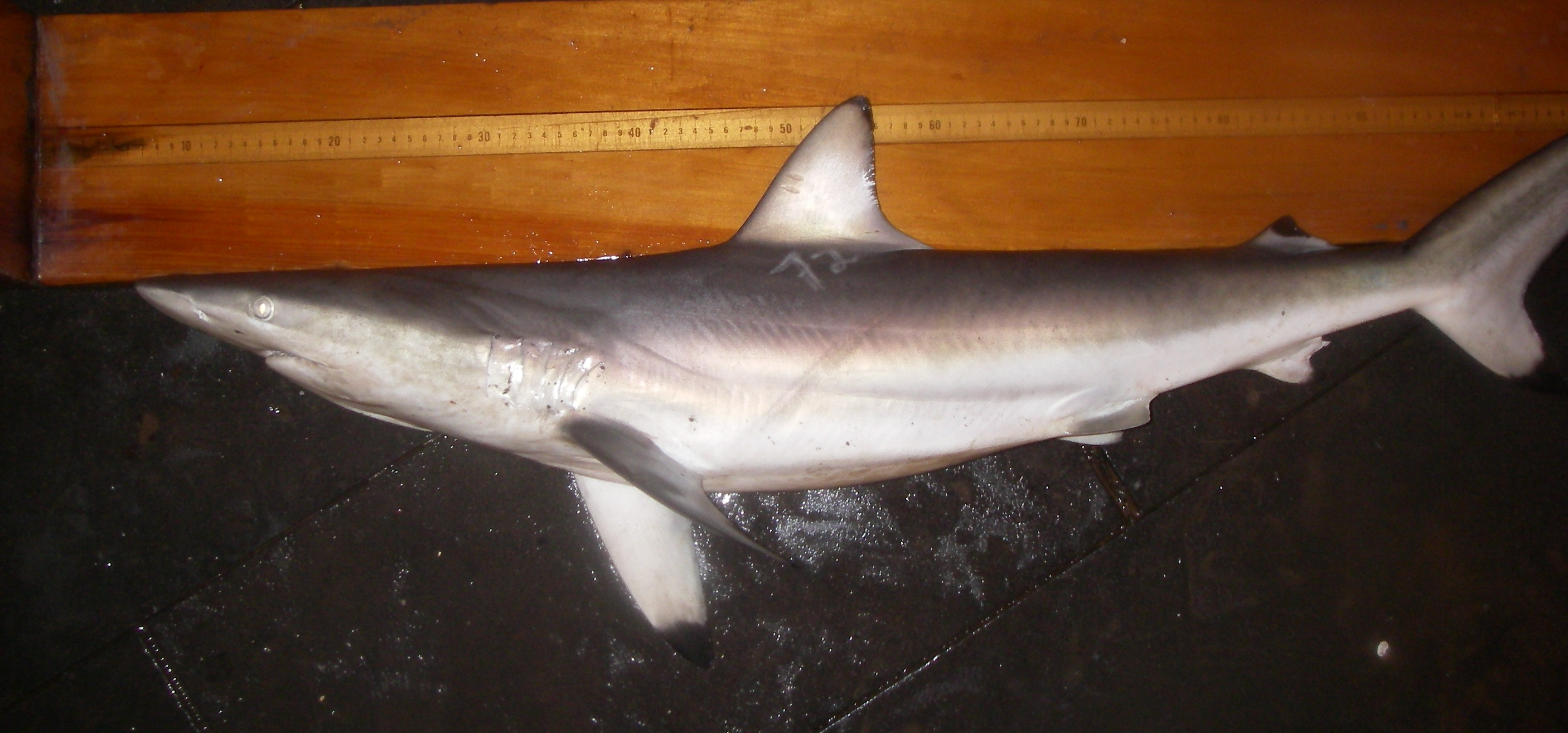
商業的にも、釣り人にも価値が高い。

歯の形態から大型哺乳類を獲物とすることができないため、通常は人に危害は加えない。だが、餌の存在下では興奮した行動を取るため、スピアフィッシング中などに遭遇した場合は注意する必要がある。2008年の国際サメ被害目録には16件の非挑発、1件の挑発攻撃事例が記録されており、死者はない。
肉は高品質で、生・干物・塩漬けとして販売される。さらに、肝油・鮫皮や、東アジアではフカヒレも利用される。北西大西洋とメキシコ湾での米国のサメ漁における重要種で、肉は消費者が高級と見なす "blacktip shark"（カマストガリザメ）の名で販売される。他の地域の漁業でも漁獲されているようだが、カマストガリザメと混同されており報告されていないと考えられる。水面から跳び出すことから、"壮観な闘いを見せる"として釣り人からも人気がある。
IUCNは保全状況を世界的にも、北西大西洋の下位個体群に関しても危急種としている。沿岸性であり、世界的にハナザメを直接対象とした漁や継続的な混獲が行われており、東南アジアにおいては海岸性マングローブの生息地破壊も海岸やその近くといったハナザメの生育地への間接的な脅威である。北西大西洋の本種の漁業は、アメリカ海洋漁業局 (NMFS) の1999年のマグロ・カジキ・サメに対する漁業管理計画 (FMP) によって管理されている。漁獲割り当てと釣り人への捕獲数制限のため、本種は大型沿岸性サメ (Large Coastal Shark, LCS) と分類されている。
あまり飼育の簡単なサメではないが、日本ではアクアワールド大洗などで見ることができる。